# Leuchtturm Timmendorf
Der Leuchtturm Timmendorf-Poel ist ein Leuchtturm an der Ostsee in Mecklenburg-Vorpommern. Er befindet sich am südwestlichen Ende der Insel Poel in der Nähe des Ortes Timmendorf, am kleinen Hafen im Ortsteil Timmendorf Strand. Er markiert die Einfahrt in die Wismarbucht und ist eines von zwei größeren Leuchtfeuern auf der Insel.

## Geschichte
Zur besseren Bezeichnung der Einfahrt in die Bucht von Wismar wurde inmitten des einstöckigen Lotsenhauses ein runder weißer Turm sich verjüngend an der Spitze mit einem sechseckigen Laternenhaus errichtet.
Der Timmendorfer Leuchtturm wurde am 1. Oktober 1872 in Betrieb genommen und 1931 um 3,6 Meter auf seine heutige Höhe von 21 Metern aufgestockt. Dieser Teil verblieb ungestrichen im Gegensatz zum weiß gestrichenen Unterteil. Seit 1978 funktioniert der Turm ferngesteuert. Von 1996 bis 1997 musste der unter Denkmalschutz stehende Backsteinturm stabilisiert und deshalb teilweise neu aufgemauert werden. Im Zuge der Arbeiten wurde die gesamte Leuchtfeuertechnik ersetzt. Es zeigt die Kennung Gleichtaktfeuer (Iso/Glt. 6 Sekunden) und erreicht eine Tragweite bei Sigma 0,741 bis ca. 16 Seemeilen.
Die Verantwortlichkeit für den Leuchtturm (Wartung und Unterhaltung) liegt seit 2020 beim Wasserstraßen- und Schifffahrtsamt Ostsee.

## Philatelie
Briefmarke Leuchtturm Timmendorf

Link zum Bild

Die erste Briefmarke, die das Leuchtfeuer Timmendorf zeigt, erschien am 13. Mai 1975 von der Deutschen Post der DDR. Die Marke gehört zur Serie Leuchttürme, Leit-, Leucht- und Molenfeuer (Mi.Nr.2045) mit dem Wert von 5 Pfennig. Der Entwurf stammt vom Grafiker Jochen Bertholdt aus Rostock. Die Auflage betrug 5,5 Millionen Stück.